# ميا كلارك
ميا كلارك (بالإنجليزية: Mia Clarke)‏ هي مغنية وعازفة قيثارة بريطانية، ولدت في 1 مارس 1983.

## وصلات خارجية
- ميا كلارك على موقع ميوزك برينز (الإنجليزية)